# Антоний II Кавлея
Патриа́рх Анто́ний II Кавле́я (греч. Πατριάρχης Αντώνιος Β΄ ο Καυλέας; умер 12 февраля 901) — патриарх Константинопольский (893—901).

## Биография
Антоний принял монашество в двенадцатилетнем возрасте. Позже он был рукоположён во священники, затем избран игуменом одного из константинопольских монастырей. Некоторое время спустя он привлёк внимание Стилиана Заутцы — министра императора Льва VI и был приближен им ко двору. Антоний поддерживал императора Льва во время его борьбы с патриархом Фотием. После устранения Фотия он содействовал умиротворению церкви, примиряя фотиан с игнатианами. В 893 году после смерти своего брата Стефана император назначил Антония константинопольским патриархом.
Во время своего патриаршества Антоний при поддержке императора основал (или восстановил) монастырь Кавлею. В церкви этого монастыря он и был похоронен. Считается, что Антоний Кавлея совершил много чудес. После смерти он был канонизирован и почитается как католической, так и православной церковью. День его памяти отмечается 12 февраля.